# Laura Antonelli
Laura Antonelli, pseudonimo di Laura Antonaz (Pola, 28 novembre 1941 – Ladispoli, 22 giugno 2015), è stata un'attrice italiana.
Raggiunse l'apice del successo negli anni settanta e ottanta percorrendo diversi generi cinematografici, dalla commedia leggera erotica al dramma, dal cinema d'evasione ai film d'autore. Ottenne notorietà e successo come protagonista sensuale nel film cult Malizia di Salvatore Samperi.

## Biografia

Laura Antonelli in Le malizie di Venere (1969)

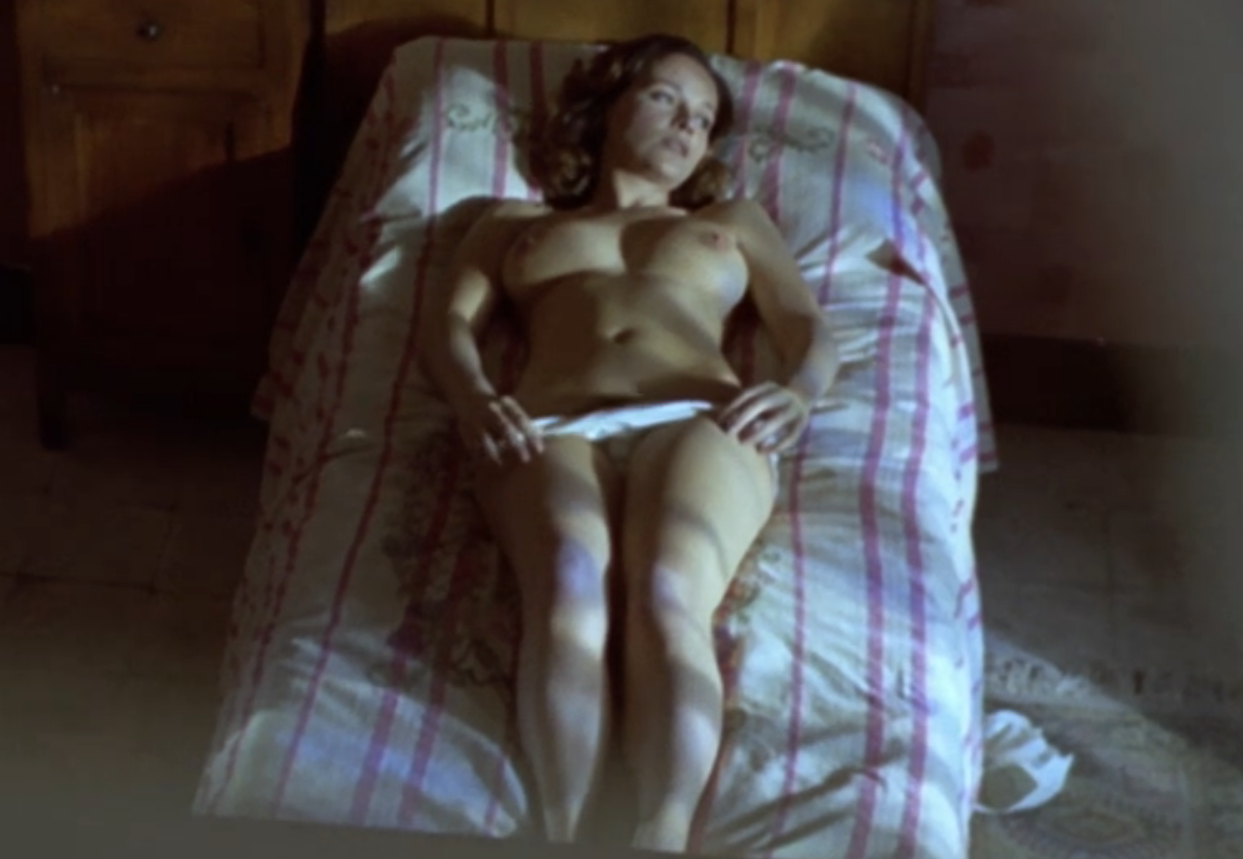
Laura Antonelli in Malizia (1973)

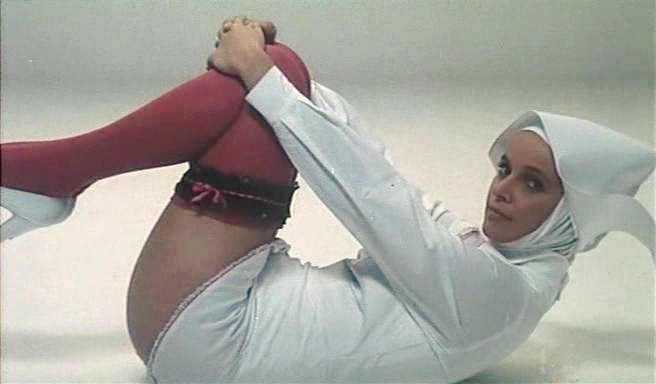
Laura Antonelli in Sessomatto (1973)

Laura Antonelli in Peccato veniale (1974)

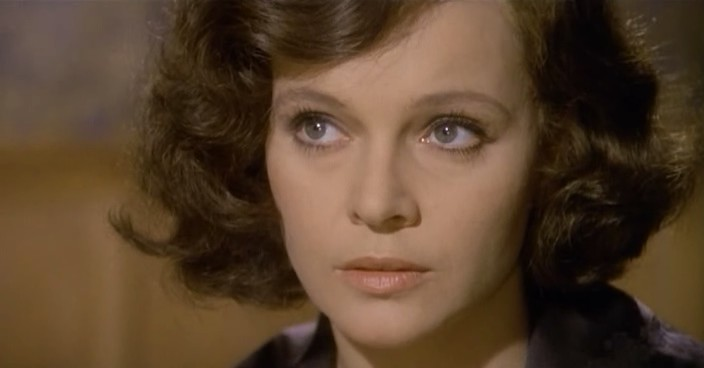
Laura Antonelli in Mio Dio, come sono caduta in basso! (1974)

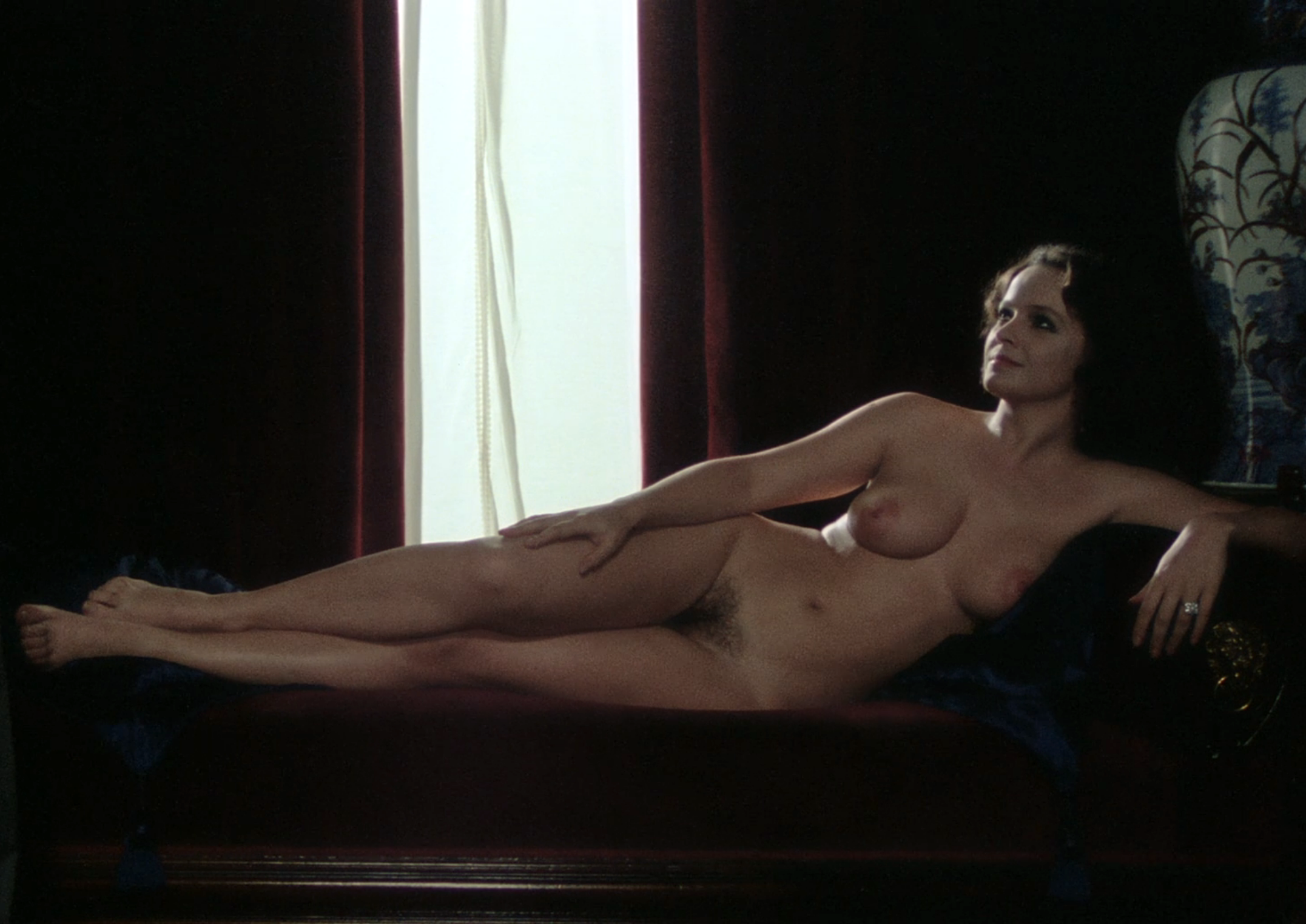
Laura Antonelli in Divina creatura (1975)

Laura Antonelli in Passione d'amore (1981)

Laura Antonelli in Malizia 2mila (1991)

### Dall'Istria a Roma
Figlia di Mario Antonaz e Gioconda Bresciani, Laura Antonelli nacque a Pola, città istriana all'epoca italiana. Insieme alle attrici Femi Benussi, Alida Valli e Sylva Koscina, fu una delle componenti del gruppo definito "delle bellissime quattro" dalmato-istriane. Profuga durante l'esodo istriano in seguito alla sconfitta italiana nella seconda guerra mondiale e alla conseguente perdita dell'Istria, la Antonelli si trasferì con la famiglia a Napoli dove, dopo aver frequentato le scuole superiori, si diplomò presso l'istituto Vincenzo Cuoco. Trasferitasi a Roma, fu insegnante di educazione fisica al liceo artistico di via di Ripetta prima di approdare all'attività di attrice.

### Gli esordi artistici
Dopo aver girato alcuni caroselli per Coca Cola e posato per numerosi fotoromanzi diffusi anche all'estero, Antonelli esordì nel cinema con piccoli ruoli in vari film, a cominciare da Il magnifico cornuto di Antonio Pietrangeli del 1964 e Le sedicenni di Luigi Petrini del 1965.

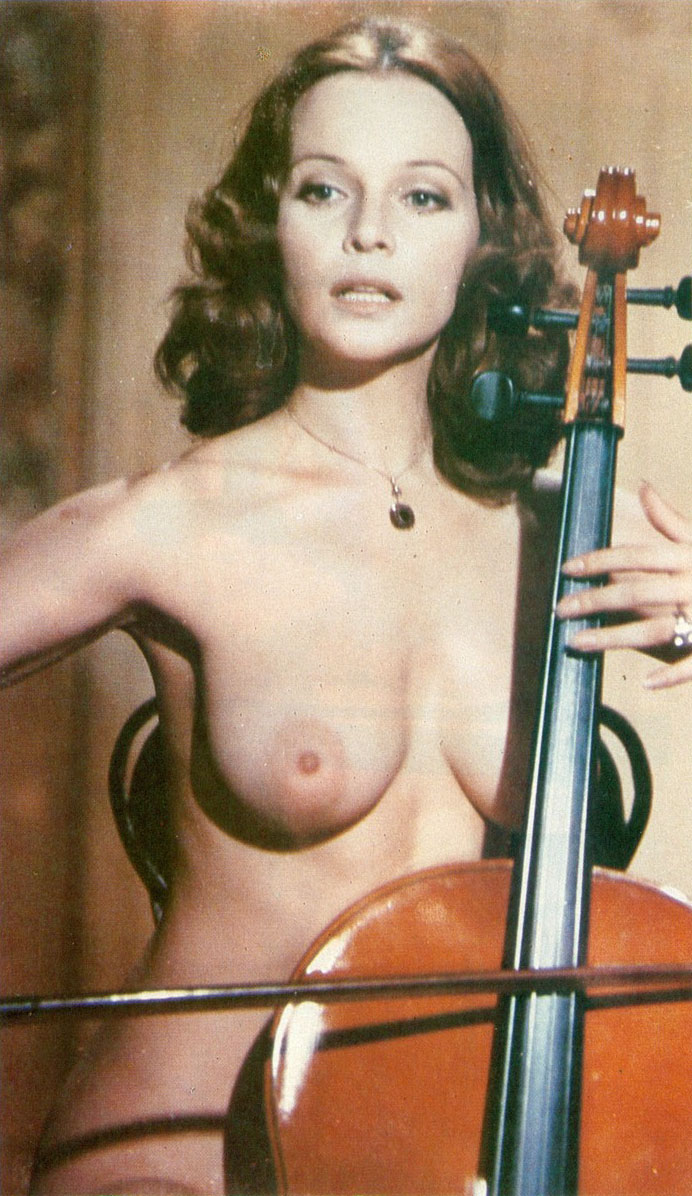
Laura Antonelli ne Il merlo maschio (1971)

La prima parte importante le fu offerta nel 1969 dal regista Massimo Dallamano che la selezionò come protagonista di Venere in pelliccia, film ispirato al romanzo di Leopold von Sacher-Masoch, ma l'occasione sfumò per via dell'applicazione di una severa censura che bloccò l'uscita del film, riproposto sei anni più tardi con il titolo Le malizie di Venere.
Il successo arrivò nel 1971 quando Antonelli recitò la parte della moglie del violoncellista in Il merlo maschio, primo di molti film erotici in cui l'attrice lavorò, interpretato al fianco di Lando Buzzanca e diretto da Pasquale Festa Campanile.

### Il successo diMalizia

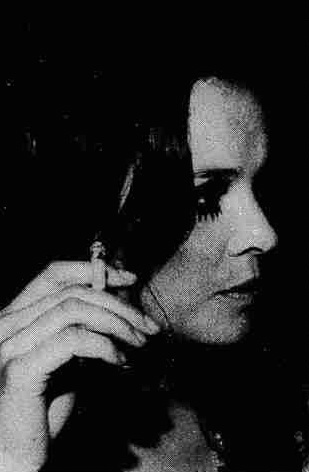
Laura Antonelli al premio Grolla d'oro nel 1973

Nel 1973 interpretò il ruolo di una sensuale cameriera in Malizia di Salvatore Samperi, accanto a Turi Ferro e al giovane Alessandro Momo. Il film, che incassò la cifra di 6 miliardi di lire, divenne un cult movie, entrando nell'immaginario erotico degli spettatori e innalzando l'attrice a "icona sexy" italiana. Con la sua partecipazione al film, Antonelli ottenne il Nastro d'argento alla migliore attrice protagonista, conferitole dal Sindacato nazionale giornalisti cinematografici italiani e il Globo d'oro alla miglior attrice rivelazione, premio della stampa estera.
(Laura Antonelli)
Per Laura Antonelli si spalancarono quindi le porte della notorietà e della ricchezza con un cachet che passò da 4 a 100 milioni di lire per film.
In seguito Antonelli alternò interpretazioni in film d'autore come Trappola per un lupo di Claude Chabrol, con Jean-Paul Belmondo, che aveva conosciuto sul set de Gli sposi dell'anno secondo e con il quale ebbe una lunga relazione, Sessomatto di Dino Risi e Mio Dio, come sono caduta in basso! di Luigi Comencini (per il quale vinse un secondo Globo d'oro), a film interamente scritti per la sua figura di attrice come Peccato veniale, sempre di Salvatore Samperi, o Divina creatura di Giuseppe Patroni Griffi nel quale Antonelli interpretò una scena di nudo integrale della durata di ben sette minuti, un vero record per l'epoca.
Dal 1976 lavorò con registi che disvelarono il lato personale dell'attrice fino ad allora nascosto dalla sua prorompente fisicità; si ricordino L'innocente di Luchino Visconti, nel 1977, Gran bollito di Mauro Bolognini e Passione d'amore di Ettore Scola del 1981, per il quale ricevette la candidatura al David di Donatello per la migliore attrice non protagonista.
In seguito, Antonelli lavorò principalmente in commedie come Il Malato immaginario e L'Avaro, entrambi di Tonino Cervi con Alberto Sordi protagonista alternando altre interpretazioni nel filone erotico, sempre diretta da Samperi, in Casta e pura (1981), al fianco di Massimo Ranieri.

### Anni 1980:Grandi magazzini
Per tutti gli anni 1980, Antonelli lavorò in pellicole comiche o erotiche; fu insieme ad altri attori famosi nel cast di Grandi magazzini di Castellano e Pipolo e al fianco di Diego Abatantuono in Viuuulentemente mia di Carlo Vanzina. Nel 1985 interpretò La Venexiana, pellicola ispirata all'omonima commedia del '500, accanto a Monica Guerritore e al figlio dell'attore scozzese Sean Connery, Jason. Sul finire del decennio approdò sul piccolo schermo con due miniserie televisive che riscossero un discreto gradimento del pubblico: Gli indifferenti (1988) e Disperatamente Giulia (1989), dirette rispettivamente da Mauro Bolognini ed Enrico Maria Salerno.

### Vicende giudiziarie
Nella notte del 27 aprile 1991, nella sua villa di Cerveteri, vennero rinvenuti 36 grammi di cocaina. Fu condannata in primo grado a tre anni e sei mesi di carcere per spaccio di stupefacenti. Nove anni dopo, nel 2000, venne assolta dalla Corte d'appello di Roma, che la riconobbe consumatrice abituale di stupefacenti, ma non spacciatrice. La legge italiana sulla droga era nel frattempo cambiata e l'assunzione di sostanze stupefacenti per uso personale non costituiva più reato.
Antonelli tornò al cinema nel 1991 con Malizia 2mila, seguito della pellicola che l'aveva resa celebre, sempre diretto da Salvatore Samperi e prodotto da Silvio Clementelli. Durante le riprese, Antonelli si sottopose alle cure di un chirurgo estetico per nascondere alcuni inestetismi dell'età. In concomitanza del trattamento la stessa manifestò reazioni avverse, a detta dell'attrice riconducibili alla cura estetica praticata. La vicenda finì in tribunale, dove l'attrice chiese un risarcimento miliardario. Il processo che ne seguì si concluse dopo tredici anni con il rigetto delle pretese risarcitorie di Antonelli poiché i presunti effetti delle cure estetiche furono riconosciuti come dovuti a una malattia chiamata edema di Quincke e non ai trattamenti estetici.
A seguito della vicenda, Antonelli affondò in una forte depressione che ne determinò il ricovero presso il centro d'igiene mentale di Civitavecchia in più di un'occasione. Ciò spinse i legali dell'attrice a citare in giudizio il Ministero della giustizia, chiedendo un adeguato risarcimento. Nel 2003, in primo grado, le venne riconosciuto un risarcimento di 10 000 euro, ma inadeguato a compensare i danni di salute e d'immagine patiti dall'attrice. In appello, nel 2006, la cifra fu elevata a 108 000 euro più interessi. La sentenza fu confermata in via definitiva dalla Corte di cassazione nel 2007.

### Gli ultimi anni
A partire dagli anni 2000 l'attrice attraversò una profonda crisi sia economica sia psicologica che l'indusse a rifiutare anche l'aiuto degli amici, come quello di Simone Cristicchi che nel 2013 avrebbe voluto portare al Festival di Sanremo la canzone Laura, dedicata alla sua vita dimenticata, ma visto il desiderio dell'attrice di rimanere nell'oblio, rinunciò. Nel 2009 per iniziativa del comune di Ladispoli, con l'obiettivo di tutelarla dagli approfittatori, venne interdetta e seguita da un avvocato con le funzioni di tutore, da un'assistente sociale e da una badante.
Il 3 giugno 2010 l'attore e amico Lino Banfi lanciò un appello dalle pagine del Corriere della Sera all'allora presidente del consiglio Silvio Berlusconi e al ministro per i Beni e le attività culturali Sandro Bondi, in cui chiedeva sostegno economico per Antonelli, che viveva con appena 500 euro al mese di pensione. Sebbene il ministro avesse accolto la richiesta auspicando l'applicazione della legge Bacchelli a sostegno degli artisti, l'attrice rifiutò l'aiuto sostenendo di non essere interessata alla vita terrena e che preferiva invece essere dimenticata. Concesse tuttavia un'ultima intervista al periodico locale free-press L'Ortica nel marzo del 2012, nella quale disse di considerare:

### Morte
Morì per un infarto nella sua abitazione di Ladispoli la mattina del 22 giugno 2015, all'età di 73 anni. Le esequie si tennero il 26 giugno nella chiesa di Santa Maria del Rosario a Ladispoli, che Antonelli, avendo da tempo riscoperto la fede e la pratica religiosa, frequentava assiduamente, e videro la partecipazione di centinaia di persone tra cui gli amici Lino Banfi, Claudia Koll, Simone Cristicchi ed Enrico Montesano. Fu seppellita nel cimitero cittadino.

## Vita privata
A 24 anni sposò l'antiquario Enrico Piacentini, ma il matrimonio ebbe breve durata e fu senza figli. Dopo una relazione con l'umorista Mario Marenco, collega di Renzo Arbore nella trasmissione radiofonica Alto gradimento, visse un'intensa storia d'amore, durata otto anni (dal 1972 al 1980), con il divo francese, nipote di nonni italiani, Jean-Paul Belmondo.

## Omaggi
- Il 6 luglio 2023, su Rai 3, è stato trasmesso in prima visione il documentario di Bernard Bédarida e Nello Correale Senza Malizia, un lungometraggio dedicato alla vita di Laura Antonelli, con interviste al fotografo che la lanciò, registi, attori, lavoratori del cinema e amici che ebbero modo di conoscerla e frequentarla, tra cui Belmondo. Il racconto inizia fin dai tempi in cui lei, con i suoi genitori, dovette lasciare Pola per andare a vivere a Napoli, città dove trascorrerà l'adolescenza e si diplomerà in educazione fisica, per poi trasferirsi a Roma, città in cui inizierà la carriera da modella per poi diventare un'attrice.[22]

## Filmografia

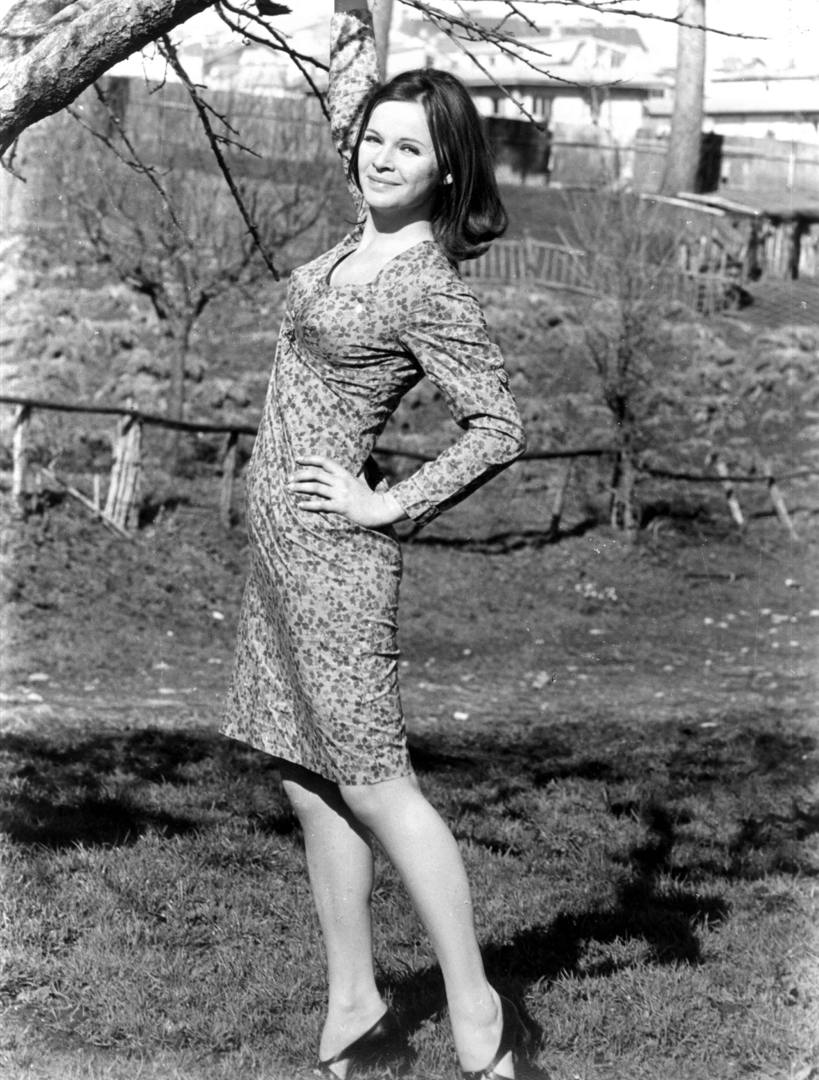
Laura Antonelli nel 1974

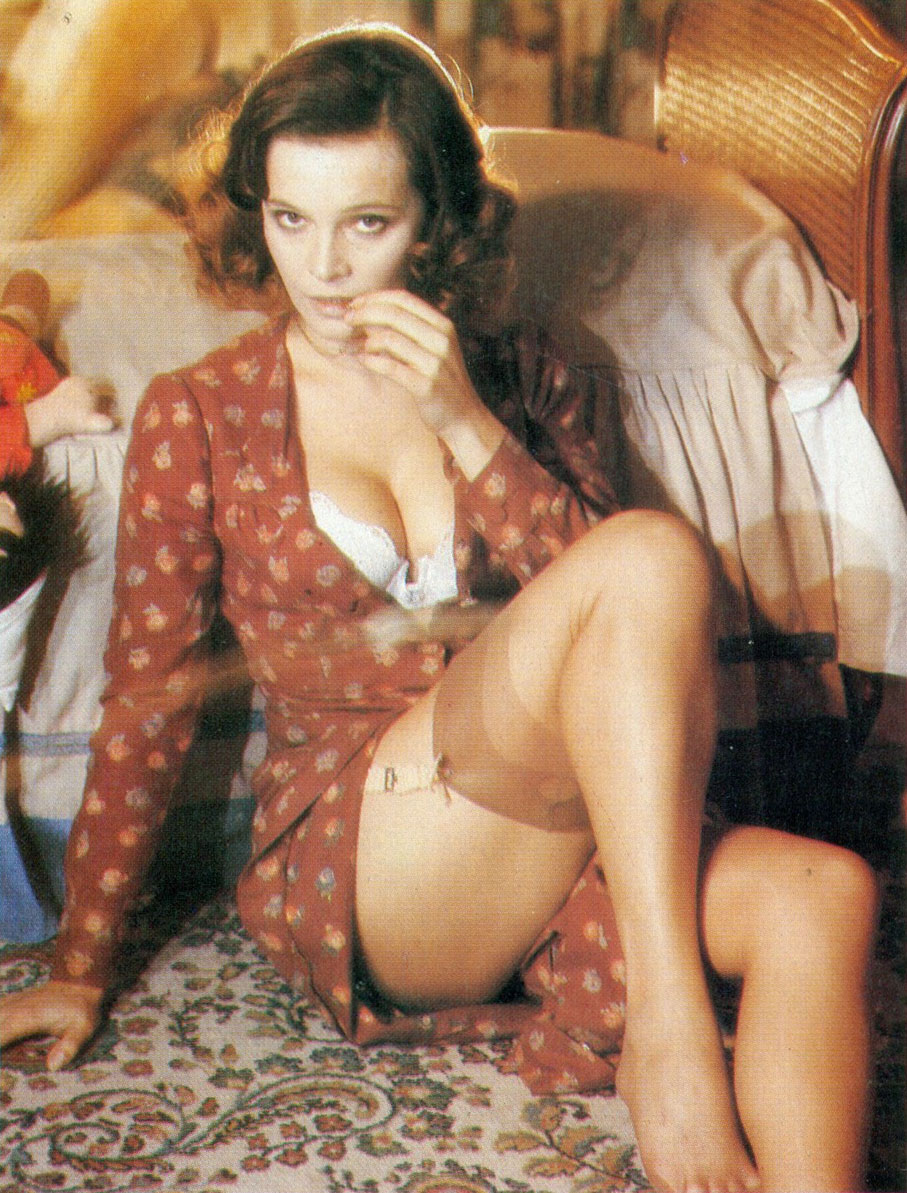
Laura Antonelli in Malizia (1973)

Laura Antonelli in La gabbia (1985)

### Cinema
- Il magnifico cornuto, regia di Antonio Pietrangeli (1964)
- Le sedicenni, regia di Luigi Petrini (1965)
- Le spie vengono dal semifreddo, regia di Mario Bava (1966)
- Scusi, lei è favorevole o contrario?, regia di Alberto Sordi (1966)
- La rivoluzione sessuale, regia di Riccardo Ghione (1968)
- L'arcangelo, regia di Giorgio Capitani (1969)
- Un detective, regia di Romolo Guerrieri (1969)
- Venere in pelliccia, regia di Massimo Dallamano (1969)
- Sledge (A Man Called Sledge), regia di Vic Morrow (1970)
- Gradiva, regia di Giorgio Albertazzi (1970)
- Incontro d'amore, regia di Paolo Heusch e Ugo Liberatore (1970)
- Gli sposi dell'anno secondo (Les Mariés de l'an II), regia di Jean-Paul Rappeneau (1971)
- Senza movente (Sans mobile apparent), regia di Philippe Labro (1971)
- Il merlo maschio, regia di Pasquale Festa Campanile (1971)
- Nonostante le apparenze... e purché la nazione non lo sappia... All'onorevole piacciono le donne, regia di Lucio Fulci (1972)
- Trappola per un lupo (Docteur Popaul), regia di Claude Chabrol (1972)
- Malizia, regia di Salvatore Samperi (1973)
- Sessomatto, regia di Dino Risi (1973)
- Simona, regia di Patrick Longchamps (1974)
- Peccato veniale, regia di Salvatore Samperi (1974)
- Mio Dio, come sono caduta in basso!, regia di Luigi Comencini (1974)
- Divina creatura, regia di Giuseppe Patroni Griffi (1975)
- Le malizie di Venere, regia di Massimo Dallamano (1975)
- L'innocente, regia di Luchino Visconti (1976)
- Gran bollito, regia di Mauro Bolognini (1977)
- Mogliamante, regia di Marco Vicario (1977)
- Letti selvaggi, regia di Luigi Zampa (1979)
- Il malato immaginario, regia di Tonino Cervi (1979)
- Mi faccio la barca, regia di Sergio Corbucci (1980)
- Passione d'amore, regia di Ettore Scola (1981)
- Il turno, regia di Tonino Cervi (1981)
- Casta e pura, regia di Salvatore Samperi (1981)
- Viuuulentemente mia, regia di Carlo Vanzina (1982)
- Sesso e volentieri, regia di Dino Risi (1982)
- Porca vacca, regia di Pasquale Festa Campanile (1982)
- Tranches de vie, regia di François Leterrier (1985)
- La gabbia, regia di Giuseppe Patroni Griffi (1985)
- La venexiana, regia di Mauro Bolognini (1986)
- Grandi magazzini, regia di Castellano e Pipolo (1986)
- Rimini Rimini, regia di Sergio Corbucci (1987)
- Roba da ricchi, regia di Sergio Corbucci (1987)
- L'avaro, regia di Tonino Cervi (1990)
- Malizia 2mila, regia di Salvatore Samperi (1991)

### Televisione
- Gli indifferenti, regia di Mauro Bolognini – miniserie TV (1988)
- Disperatamente Giulia, regia di Enrico Maria Salerno – miniserie TV (1989)

#### Pubblicità
Laura Antonelli prese inoltre parte a varie serie della rubrica televisiva di sketch pubblicitari Carosello su Rai 1:
- nel 1965, per la serie Il tenente Sheridan, pubblicizzò le lame da barba Super Inox Bolzano;
- nel 1966 l'antinevralgico Cibalgina della Ciba; il cioccolato Kismi della Nestlé; con Corrado Mantoni, Franca Tamantini e Anna Maria Surdo la benzina e l'olio lubrificante della Esso; con Gianni Morandi, Mita Medici e Maurizio Bonuglia la Vespa 50 della Piaggio; con Mario Valdemarin, George Hilton e Gustavo D'Arpe le compresse digestive Alka-Seltzer;
- dal 1966 al 1969, con vari altri attori la lozione per capelli Endoten di Helen Curtis della Cosmesis;
- nel 1967, con Nino Castelnuovo, Fabio Testi e Leo Gavero la Coca Cola;
- dal 1967 al 1968, con numerosi altri attori, la cioccolata Nutella della Ferrero.

## Riconoscimenti
- David di Donatello
  - 1981 – Candidatura alla migliore attrice non protagonista per Passione d'amore
- Nastro d'argento
  - 1974 – Miglior attrice protagonista per Malizia
- Globo d'oro
  - 1974 – Miglior attrice rivelazione per Malizia
  - 1975 – Miglior attrice per Mio Dio, come sono caduta in basso!
- Grolla d'oro
  - 1973 – Miglior attrice per Malizia

## Doppiatrici
- Vittoria Febbi in Le malizie di Venere, Trappola per un lupo, Letti selvaggi, Passione d'amore
- Mirella Pace in Le spie vengono dal semifreddo
- Melina Martello in Nonostante le apparenze... e purché la nazione non lo sappia... All'onorevole piacciono le donne
- Ludovica Modugno in Simona
- Carmela Vincenti in Roba da ricchi